# 本山町
本山町（日语：／ Motoyama chō）是位於日本高知縣長岡郡的町，境內約89.1%的面積被坐落在陡坡上的山林覆蓋。北部位於石鎚山地的範圍內，南部則是較為平緩的劍山地，當地人口則多集中在中部地區内由西向東流的吉野川沿岸。本山町也是日本最美麗的村莊聯盟成員之一。當地以農林業和商業為主。

## 地理
根據統計，2021年本山町的年均溫為14.2度，降水量為2892毫米。當地夏季較為涼爽，冬季的一月至二月則受到風勢較強勁的西北季風影響而會下雪。

## 歷史

### 行政區劃變遷
- 1889年4月1日：實施町村制，本山村、大石村、吉延村、高角村、古田村、伊窪村、下津野村、木能津村、下関村、上関村、北山村、助藤村合併為西本山村[5]。現在的轄區在當時還包括吉野村。
- 1890年6月1日：西本山村改名為本山村。
- 1909年6月1日：本山村改制為本山町。
- 1955年4月20日：本山町和吉野村合併為新設置的本山町。
- 1961年4月1日：本山町的部份地區（上津川、下川、古味、井尻、大淵）被併入土佐郡土佐村（現已成為土佐町）。

### 變遷表
| 1889年4月1日 | 1889年 - 1926年           | 1889年 - 1926年     | 1926年 - 1954年     | 1955年 - 1989年      | 1955年 - 1989年         | 1989年 - 現在 | 現在   |
| ------------ | ------------------------- | ------------------- | ------------------- | -------------------- | ----------------------- | ------------- | ------ |
| 森村         | 森村                      | 森村                | 森村                | 1955年3月31日 土佐村 | 1970年4月1日 土佐町     | 土佐町        | 土佐町 |
| 地藏寺村     |                           |                     |                     | 1955年3月31日 土佐村 | 1970年4月1日 土佐町     | 土佐町        | 土佐町 |
| 田井村       |                           |                     |                     | 1955年3月31日 土佐村 | 1970年4月1日 土佐町     | 土佐町        | 土佐町 |
| 吉野村       | 吉野村                    | 吉野村              | 吉野村              | 1955年4月20日 本山町 | 1961年4月1日 併入土佐村 | 土佐町        | 土佐町 |
| 西本山村     | 1890年6月1日 改名為本山村 | 1909年6月1日 本山町 | 1909年6月1日 本山町 | 1955年4月20日 本山町 | 本山町                  | 本山町        | 本山町 |

## 教育
當地有2所町立小學：本山小學和吉野小學，國高中各1所，町立嶺北中學及高知縣立嶺北高中。

## 本地出身人物
- 右城暮石：俳人
- 大原富枝：小說家，町內設立「大原富枝文学館」[7]
- 川村和嘉治：第一、三任民選高知縣知事
- 山原健二郎：前眾議院議員

## 外部連結
- 官方网站 （日語）
- 嶺北中央病院 （页面存档备份，存于）（日語）
- 嶺北廣域行政事務組合 （页面存档备份，存于）（日語）
- . 水資源機構 池田総合管理所.   [2024-04-12]. （原始内容存档于2024-07-05）.（日語）